# Lanzarote
Pour les articles homonymes, voir Lanzarote (homonymie).
Lanzarote, autrefois appelée en français Lancerotte, en guanche Titerogakat, est une île d'Espagne située dans l'océan Atlantique ; elle est l'une des sept îles principales des îles Canaries. Administrativement, l'île fait partie de la province de Las Palmas dans la communauté autonome des îles Canaries. Peuplée de 142 517 habitants, elle est la troisième île des Canaries par la population, après Tenerife et Grande Canarie. Couvrant 845,94 km2, elle est la quatrième île de l'archipel par la superficie. Arrecife est le siège du cabildo insulaire.
Depuis 1993, l'île est reconnue réserve mondiale de biosphère par l'Unesco. Dans le centre-ouest de l'île se trouve le parc national de Timanfaya, l'une des principales attractions de l'île.

## Étymologie
Le nom de l'île viendrait du marin génois Lancelot Maloisel qui visita l'île au XIVe siècle : l'île est en effet qualifiée d'Insula de Lanzarotus Marocelus dans le portulan d'Angelino Dulcert (1339).
Selon le philologue Ignacio Reyes, le nom pourrait venir de l'appellation en castillan ancien (et aussi en portugais) des tabaibas (Euphorbia balsamifera) ou Dolatelac (nom amazigh de l'île d'après une bulle papale de l'année 1431).
Le nom d'origine de l'île est Titerogakat, nom d'étymologie berbère donné par les Guanches, premiers habitants des îles Canaries.

## Géographie

### Topographie
Lanzarote, si l'on excepte l'îlot inhabité de Roque del Este, est l'île la plus orientale de l'archipel des îles Canaries situé dans l'océan Atlantique, au large des côtes africaines. L'île se trouve à 958 kilomètres au sud-sud-ouest du Portugal et à 127 kilomètres au nord-nord-ouest du cap Juby, au Maroc. Les îles de Fuerteventura et de Los Lobos se trouvent au sud-ouest tandis que celles  de l'archipel de Chinijo (Alegranza, La Graciosa, Montaña Clara, Roque del Este et Roque del Oeste) se trouvent au nord-est.
D'une superficie de 845,94 km2, l'île culmine à 674 mètres d'altitude aux Peñas del Chache. D'origine volcanique, une grande partie des roches en surface sont récentes d'un point de vue géologique en raison de la grande activité de ses volcans au début du XVIIIe siècle. Le tunnel de l'Atlantide, qui se trouve non loin des côtes de Lanzarote, est le tunnel de lave sous-marin le plus long du monde. L'île est reconnue réserve de biosphère par l'Unesco, dont le parc national de Timanfaya constitue une partie de la zone cœur.
L'île mesure environ 57 km de long (axe nord-sud) pour 20 km de large (axe est-ouest). La côte, pour la plupart rocheuse mais comptant 26 km de plages, s'étire sur 213 km.

### Climat

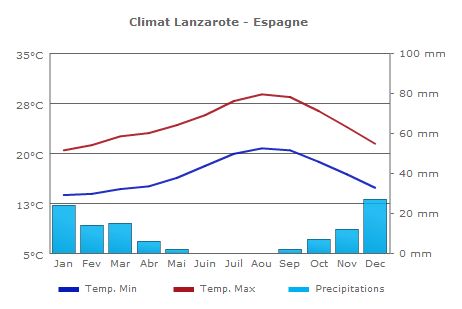
Diagramme climatique de Lanzarote.

Lanzarote se situe dans la zone climatique chaude et sèche qui correspond à sa latitude, incluse dans la ceinture de hautes pressions subtropicales. Son climat est subdésertique et se caractérise par un régime pluviométrique faible inférieur à 200 millimètres annuels, dû au fait que l'altitude globalement faible (sauf dans les zones de Los Ajaches et de los Riscos de Famara) ne permet pas la rétention de l'humidité contenue dans les alizés via le phénomène des pluies orographiques contrairement aux îles plus occidentales de l'archipel.
Les températures maximales oscillent à Lanzarote entre 22 et 25 °C tandis que les minimales ne descendent pas en dessous des 12 °C en hiver. La moyenne annuelle des précipitations est de 200 millimètres avec des variations entre 250 millimètres à Famara et seulement 50 millimètres dans la zone de la côte du Rubicon. Le climat est beaucoup plus tempéré que sa latitude ne le laisse supposer. Deux éléments climatiques participent à cette douceur atmosphérique : les alizés et le courant froid des Canaries. Le vent est présent pratiquement en permanence sur l'île. Les mois d'été, le sirocco (aussi appelé calima aux îles Canaries) souffle parfois violemment, provoquant des tempêtes chargées de sable du désert qui réduisent fortement la visibilité et faisant monter les températures jusqu'à plus de quarante degrés Celsius (46 °C en 2004).

## Histoire

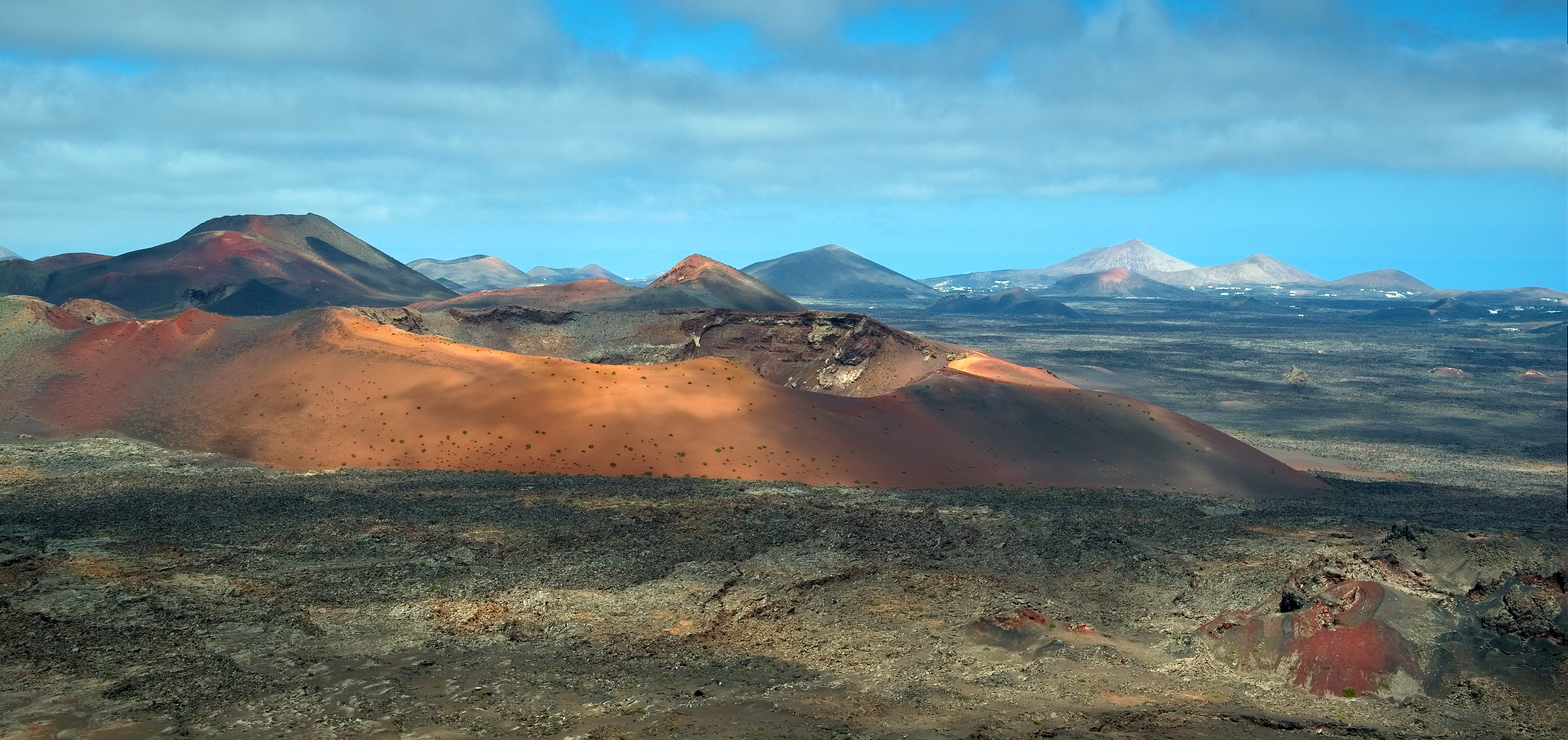
Paysage volcanique à Lanzarote.

### Premiers habitants
Lanzarote est habitée depuis au moins deux millénaires. Connus sous le nom de Mahos ou Mahoreros, les habitants de l'île feraient partie des peuples guanches. L’origine de ces peuples serait amazighe (ou berbère). Quelques similitudes ont été repérées entre leur langue et le berbère touareg, ce qui a soulevé l’hypothèse de vagues migratoires berbères successives depuis l'Afrique du Nord. En se fondant sur un toponyme géographique touareg d’Algérie centrale, des chercheurs affirment que le nom originel de Lanzarote, Tyterogaka, signifie « La Brûlée » et d'après Ignacio Reyes « la toute jaune ».
Les recherches ont déterminé que l'organisation sociale était adaptée aux conditions de l'île, pauvre en ressources. La hiérarchie était patriarcale et héréditaire, exercée par des rois ou menceyes qui étaient élus par les nobles. Leur justice, qui était extrêmement dure selon les premiers visiteurs européens, s'administrait sur la place publique ou tagoror.
Les anciens Mahoreros vivaient d'élevage, de coquillages du bord de mer, de la collecte de fruits et possédaient une agriculture très limitée. Ils ne connaissaient pas les métaux et avaient perdu les connaissances concernant la navigation océanique. Ils vivaient dans des grottes ou des huttes de pierre semi-enterrées, les casas hondas, se couvraient de peaux de chèvres non tannées et s'alimentaient de gofio, de viande de chèvre et de poisson. Presque toutes les chroniques parlent de leur caractère paisible et hospitalier et de leur goût pour la musique et la danse.

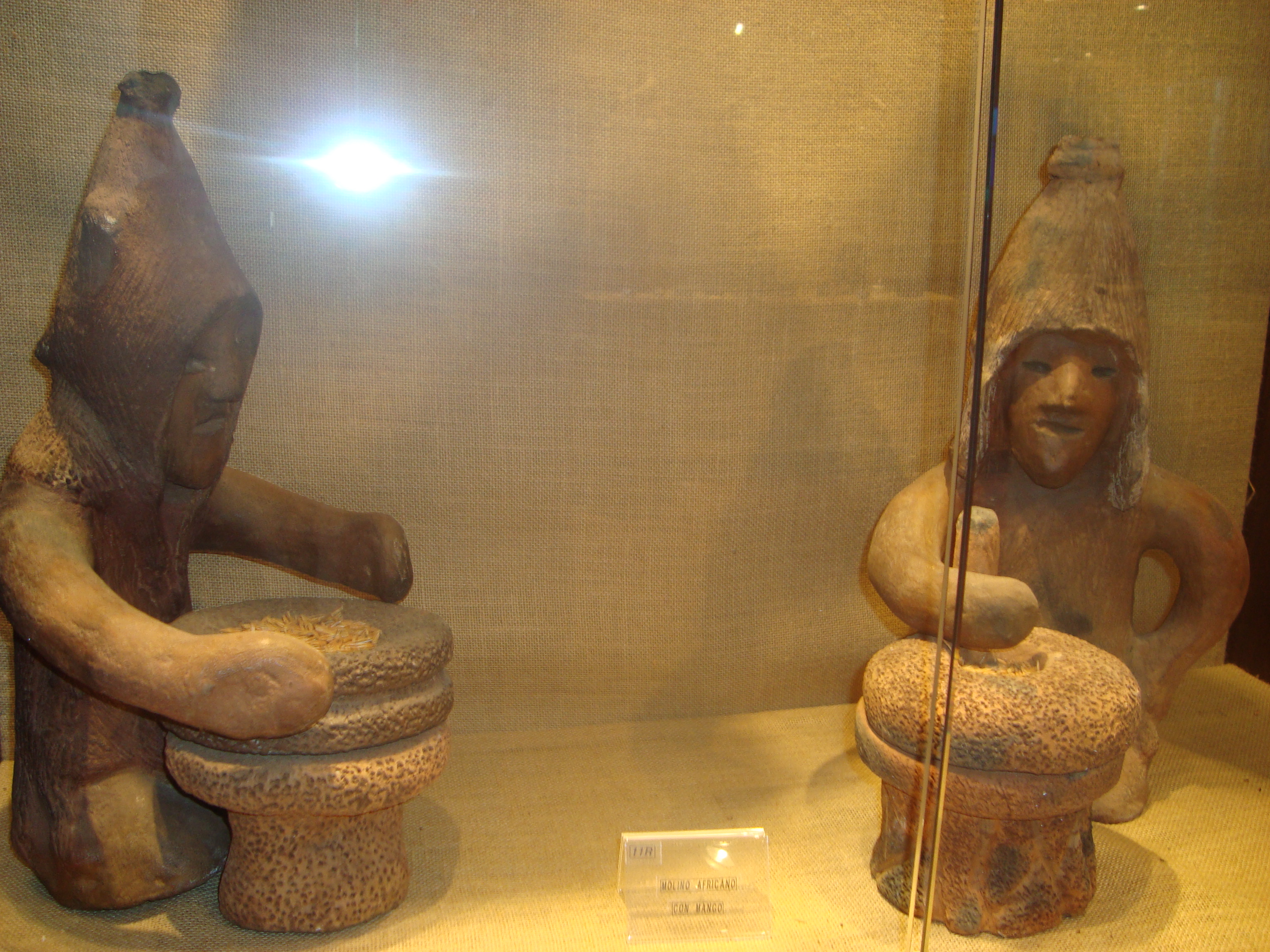
Travail de mouture du grain (Maho/Majo)
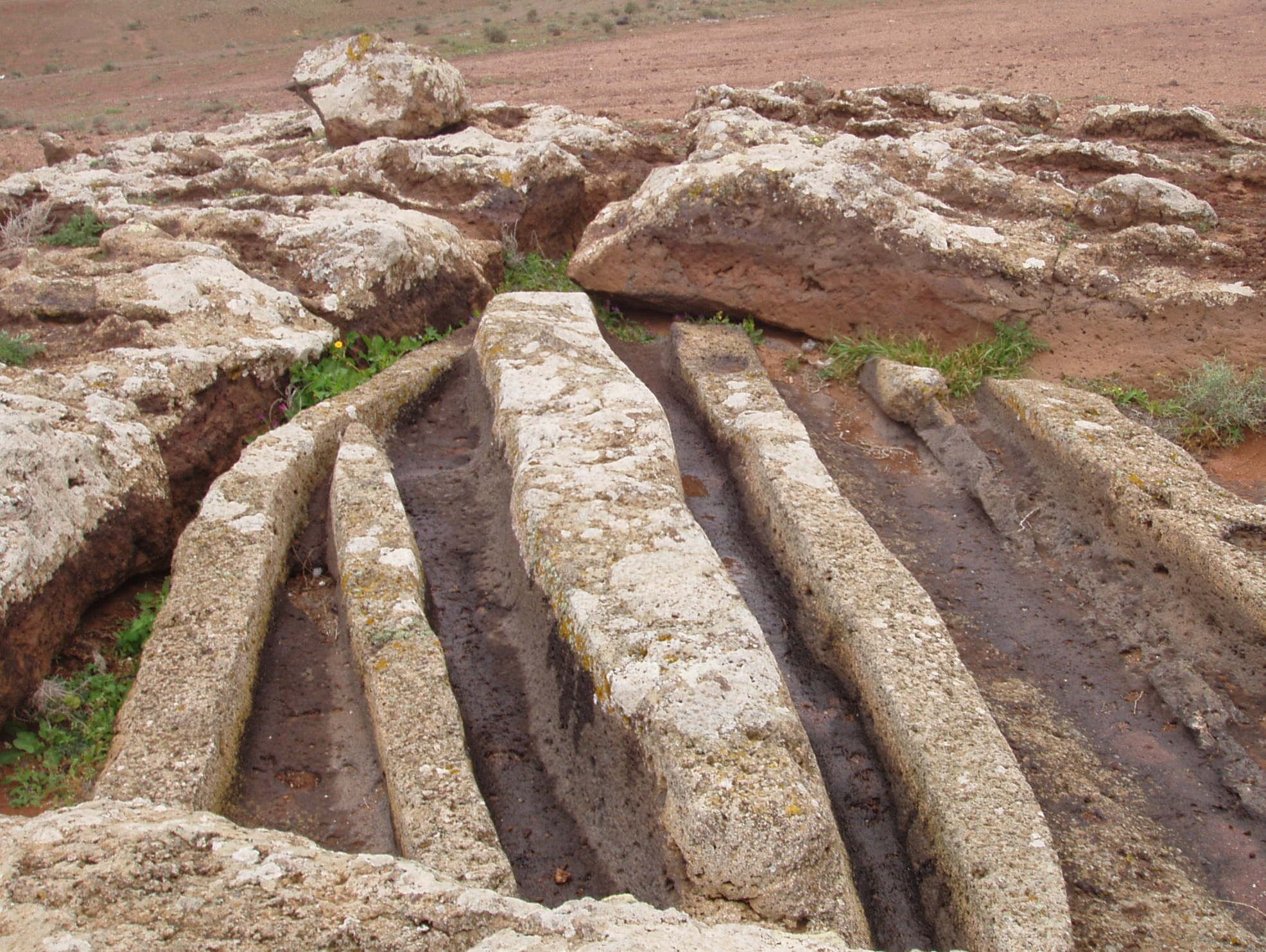
Fromagerie de Zonzamas
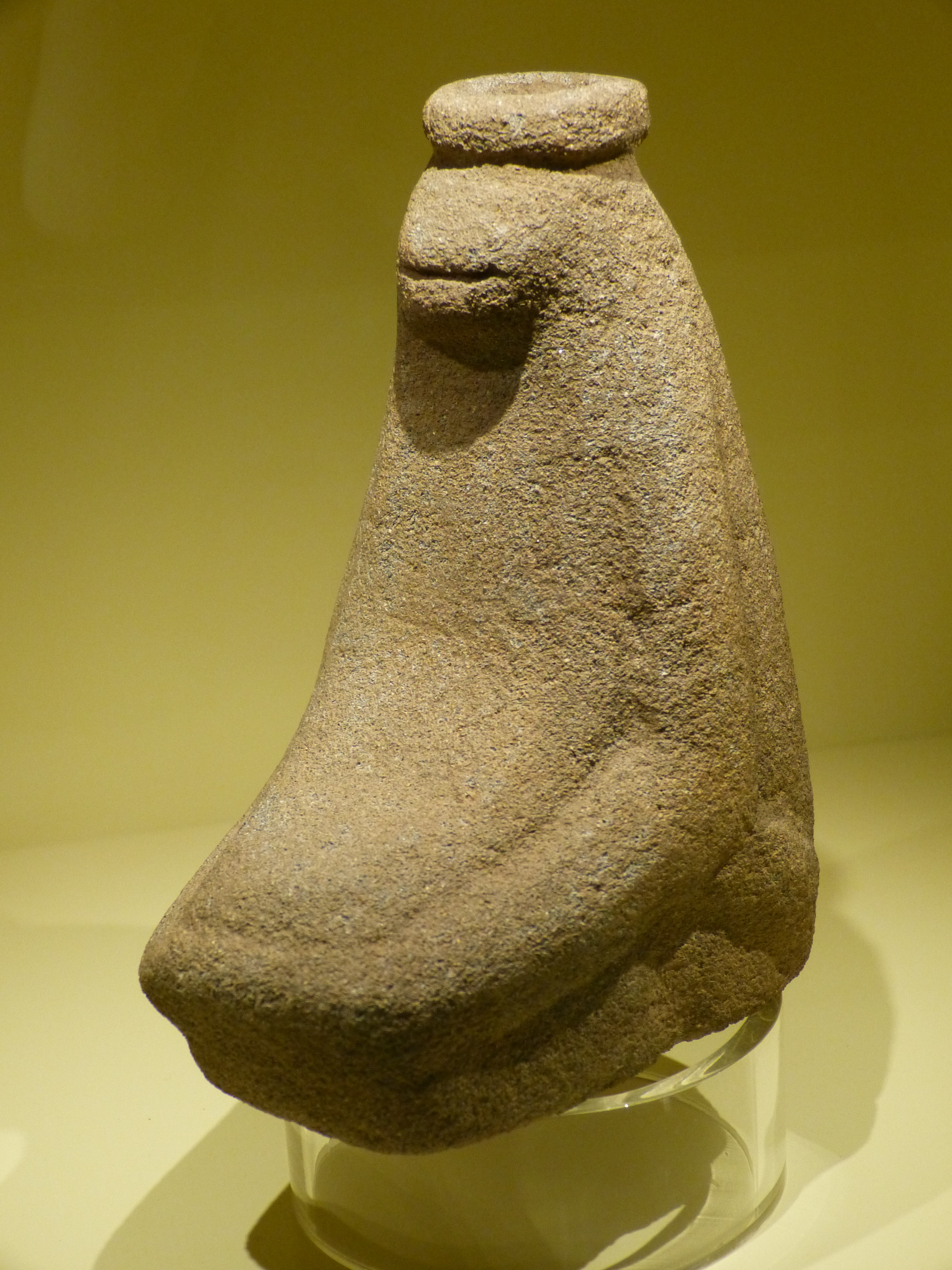
Idole de Zonzamas

Les descriptions que firent les premiers Européens qui visitèrent l'île pendant le Moyen Âge tardif parlent d'« hommes de race blanche, grands, musclés, de grande beauté, et beaucoup d'entre eux étaient blonds… ». Ces descriptions offraient une vision plutôt idéalisée. Les informations disponibles sur les aborigènes de l'île sont indirectes et peu fiables. La source documentaire la plus importante est Le Canarien, récit écrit par les chapelains domestiques des Francs normands Jean de Béthencourt et Gadifer de La Salle pendant l'invasion de l'île en 1402. Bien qu'il existe certaines inscriptions aborigènes en écriture libyco-berbères ou tifinagh, celles-ci n'ont pas pu être traduites.

### Conquête

Animation représentant Lanzarote et La Graciosa en trois dimensions.

L'île de Lanzarote est connue dès l'Antiquité. Elle est visitée puis fréquentée par des marchands et navigateurs phéniciens qui viennent y chercher l'orchilla, la précieuse plante pour teinture rouge qui pousse sur les roches du nord de l'île.
Des fouilles archéologiques, réalisées par l'équipe de Pablo Atoche Peña, de l'université de Las Palmas de Gran Canaria, et de Juan Ángel Paz Peralta, de l'université de Saragosse, ont permis de découvrir environ cent tessons de poterie romaine, neuf pièces de métal et une pièce de verre, dans des couches datées entre les Ier et IVe siècles av. J.-C.
L'unique témoignage écrit de l'époque médiévale, fantaisiste, est le voyage de saint Brendan.
En 1312, le navigateur génois Lancelot Maloisel redécouvre l'île de Lanzarote pour l'Europe et lui donne son nom actuel, lequel apparaît pour la première fois sur la carte d'Angelino Dulcert en 1339. Pendant les cinquante années qui suivent, plusieurs expéditions, ou plutôt razzias, sont organisées à la recherche d'esclaves, de peaux et de teintures. Commence alors le déclin de la population aborigène. En 1377, Martin Ruiz de Avendaño, commandant corsaire de la flotte castillane, après une tempête, fait naufrage sur l'île de Lanzarote, où il est reçu par le roi Zonzamas qui lui offre l'hospitalité du lit de la reine Fayna. De cette relation naît, selon la légende, la princesse Ico, blanche et blonde, mère du dernier roi de Lanzarote, Guardafia. En 1393, le noble castillan Almonáster accoste à Lanzarote, dont il ramène dans la péninsule Ibérique des autochtones et certains produits agricoles.
Les premières expéditions européennes à la recherche d'esclaves font tout d'abord escale à Lanzarote et à La Graciosa, îles les plus proches de la péninsule ibérique. Il s'ensuit un déclin démographique pendant le XIVe siècle, si bien que, lors des premières expéditions de conquête, la population est déjà en net recul.
La conquête définitive de l'île se produit avec l'expédition des mercenaires et des aventuriers normands Jean de Béthencourt et Gadifer de La Salle, au service et profit de Henri III de Castille. À leur arrivée sur l'île en 1402, il reste seulement trois cents autochtones et les expéditionnaires s'établissent sur la côte du Rubicon, dans le sud de l'île. À la suite de l'essai infructueux de conquête de Fuerteventura, Béthencourt retourne en Castille et il se voit offrir la seigneurie de Lanzarote. À son retour, la résistance des autochtones a été réprimée par le feu et le sang par Gadifer de La Salle ou une partie de ses troupes. Après les échecs successifs de conquête des autres îles et étant donné le peu d'intérêt commercial que recèle alors Lanzarote, Jean de Béthencourt cède la seigneurie de l'île à son parent Maciot de Béthencourt.
La première colonie européenne dans les îles Canaries en 1402 s'établit à l'extrémité sud de la municipalité de Yaiza, dans la zone connue sous le nom El Rubicón, là où la conquête de l'archipel a commencé. Dans cet endroit est construite une cathédrale dédiée à saint Martial de Limoges, détruite par les pirates anglais au XVIe siècle. Femés offre encore l'ermitage consacré à saint Martial de Limoges. Le diocèse est transféré en 1483 à Las Palmas de Grande Canarie (Diocèse des Canaries).

### Seigneurie féodale
Lanzarote devient une seigneurie féodale qui passe des mains des descendants de Jean de Béthencourt à des nobles andalous comme le comte Niebla, Hernán de Peraza et Pedro Barba (La Graciosa).
En ces premières années, un important contingent d'origine berbère est amené sur l'île afin de la repeupler. Ce nouvel apport se mêlera à la population aborigène et aux colons européens.
Pendant les siècles suivants, l'île maintiendra une structure de pouvoir féodal jusqu'à l'abolition de la seigneurie par les cours de Cadix en 1812.
Du fait de sa proximité des côtes africaines, Lanzarote sera l'objet d'attaques de pirates barbaresques de la régence d'Alger et européens. En 1586, le corsaire d'Alger Murat Rais prend l'île avec cinq cents hommes et capture la famille du seigneur. En 1618, des corsaires algériens envahissent et rasent l'île, les Algériens parvenant à occuper l'île pendant un mois avant de la quitter. Lors de sa dernière expédition à la recherche de l'Eldorado, Sir Walter Raleigh attaque Arrecife en 1617 et rase la ville. La population se réfugie pendant les attaques dans la cueva de los Verdes, la « grotte des verts ».

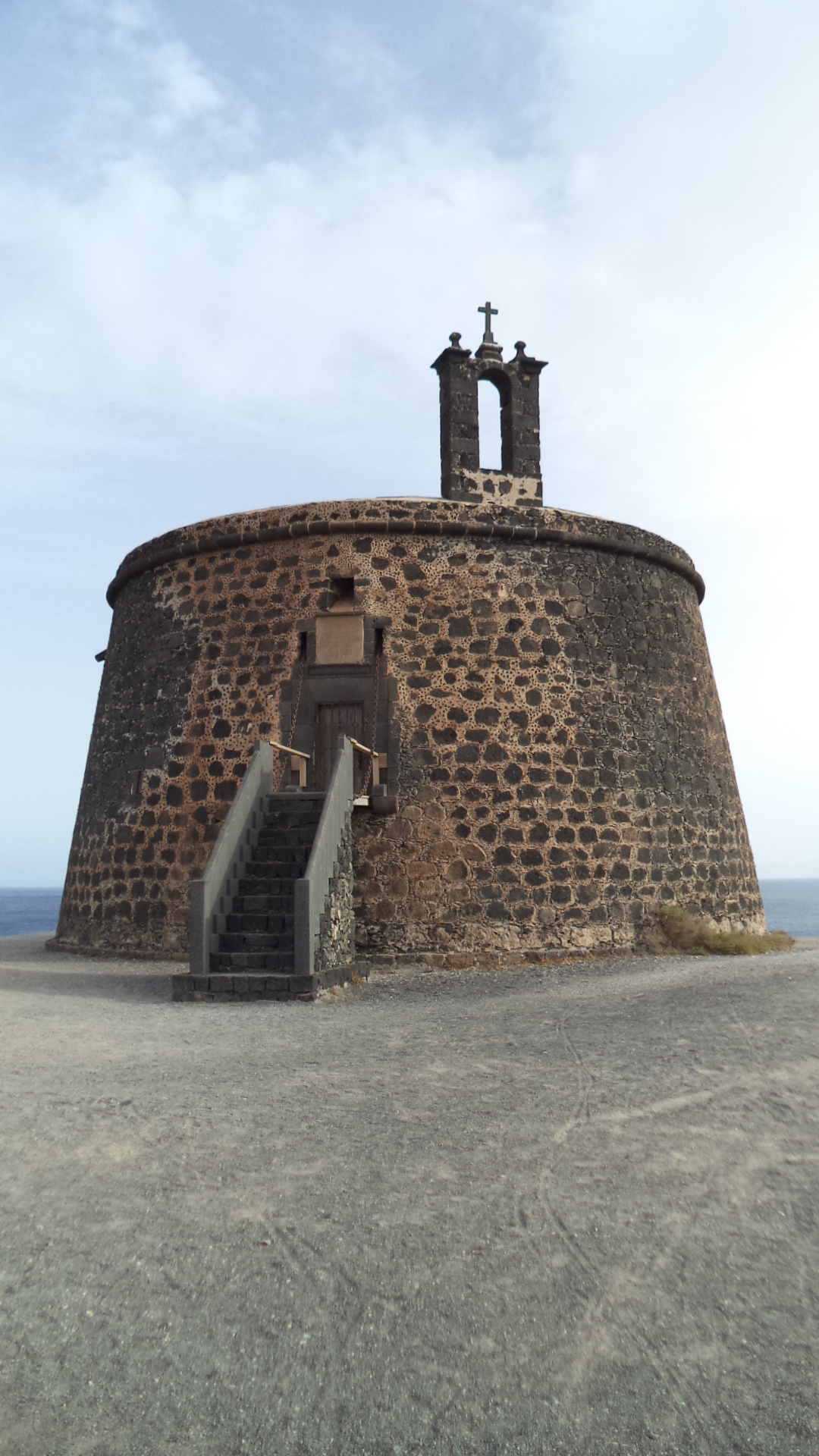
Castillo de las Coloradas
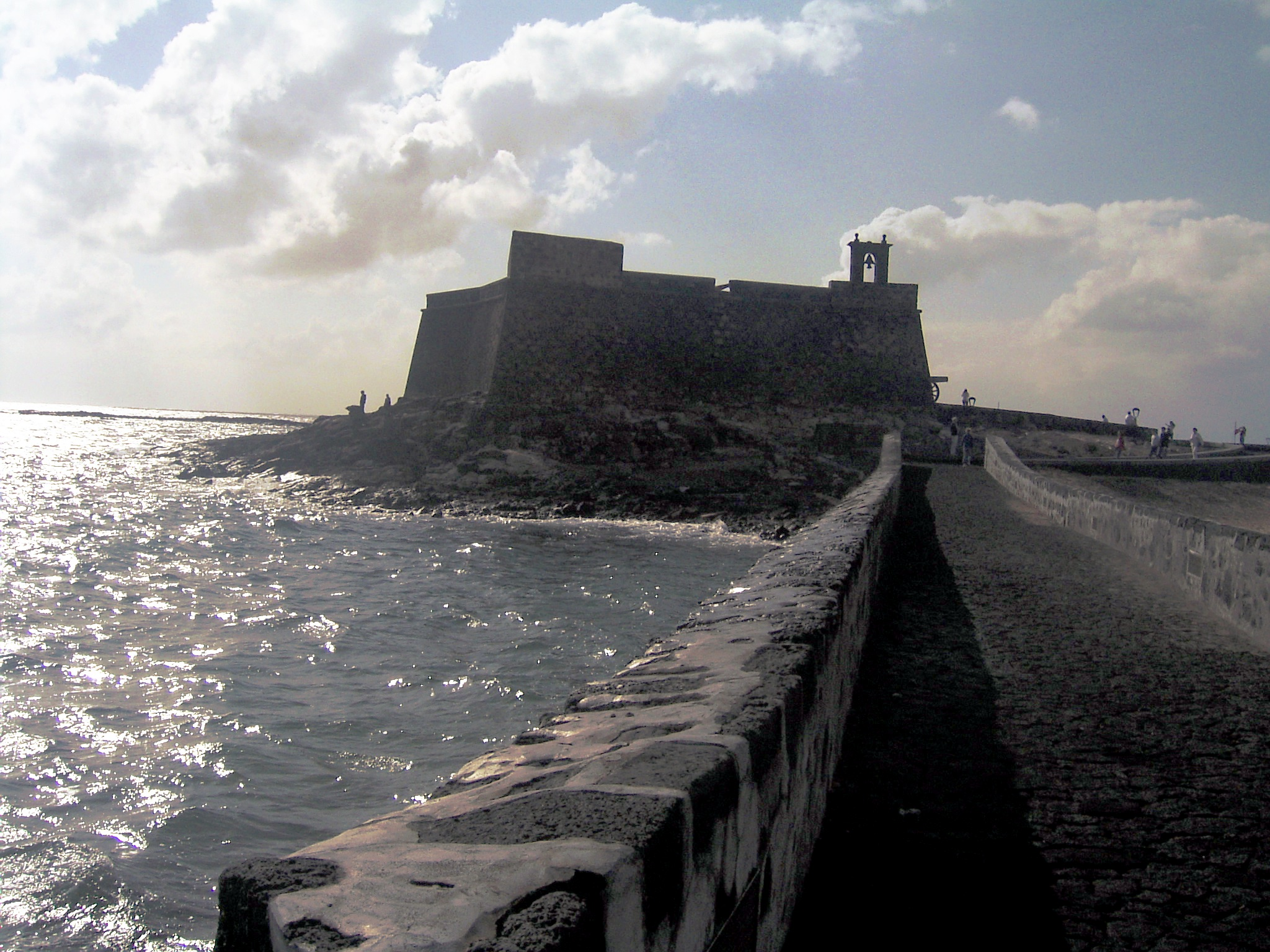
Castillo de San Gabriel
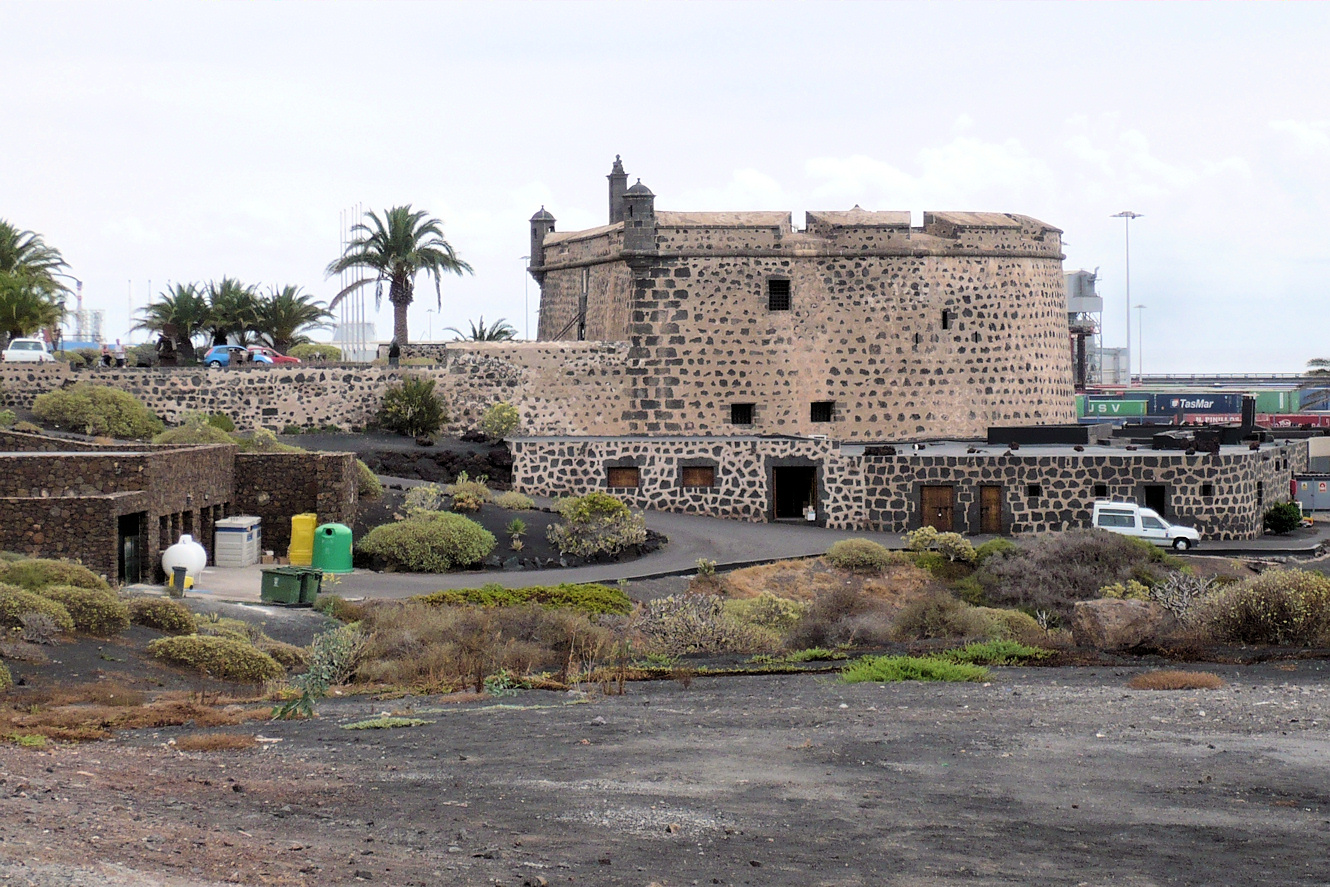
Castillo San José
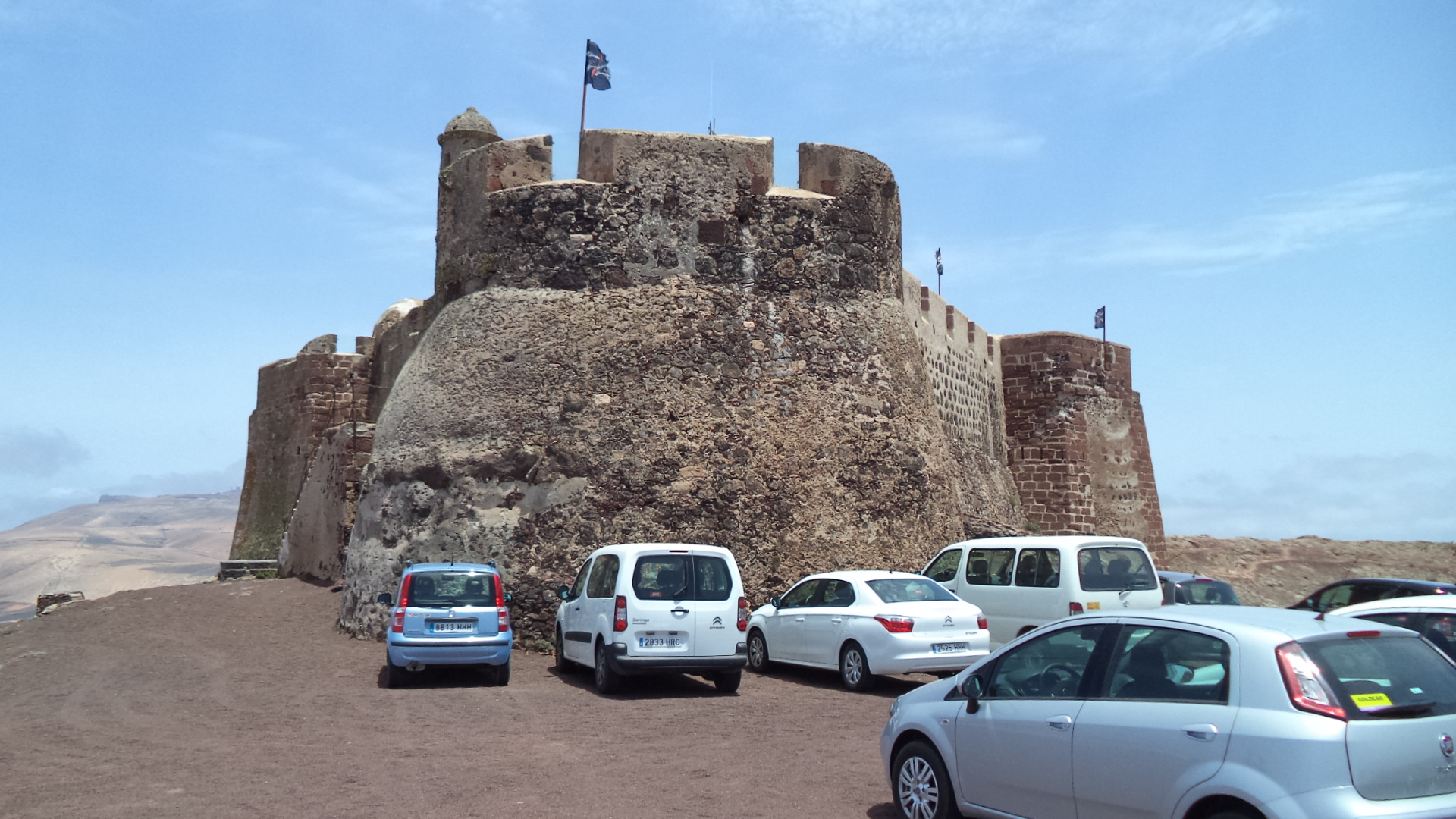
Castillo de Santa Bárbara
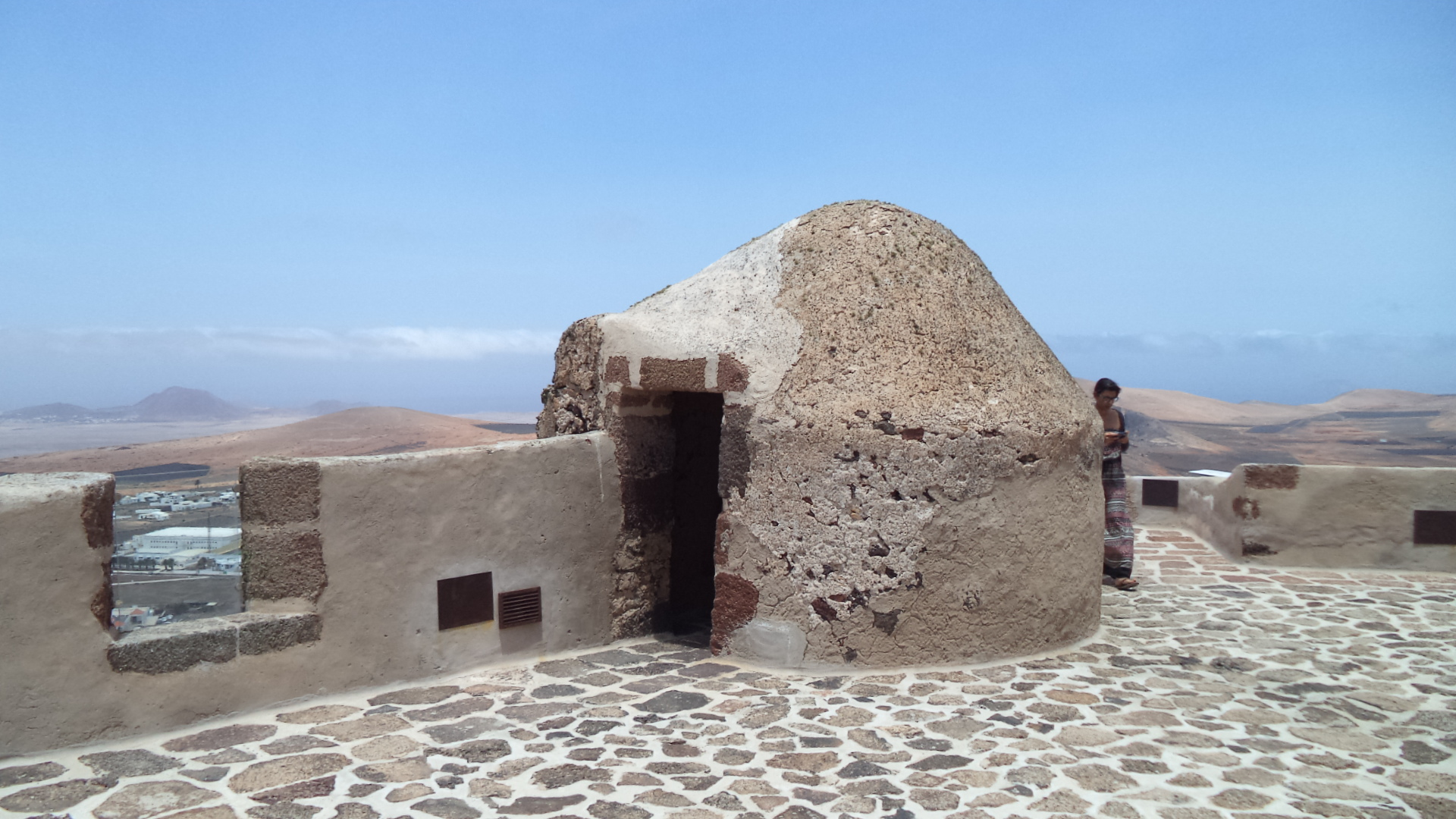
Castillo de Santa Bárbara

### Éruption de Timanfaya
« Le 1er septembre 1730, entre les neuf heures et les dix heures du soir, la terre s'ouvrit à Timanfaya, à deux ligues de Yaiza… et une énorme montagne s'éleva du sein de la terre », selon le témoignage du curé Lorenzo Curbelo. L'île se transforma entièrement. Dix villages furent ensevelis (Tingafa, Montaña Blanca, Maretas, Santa Catalina, Jaretas, San Juan, Peña de Palmas, Testeina et Rodeos), et pendant six ans la lave s'étendit au sud, couvrant un quart de l'île et recouvrant les plaines alentour de cendres volcaniques.
En 1824, les éruptions reprirent à Timanfaya. S'ensuivirent de terribles famines, et une bonne partie de la population se vit obligée d'émigrer. Depuis, le paysage s'est transformé grâce aux techniques agricoles de culture sur lapillis volcaniques que les conejeros utilisent pour retenir l'humidité des alizés. Le parc national de Timanfaya offre un bel aperçu des vestiges de l'éruption.

### XVIIIesiècle-XIXesiècle

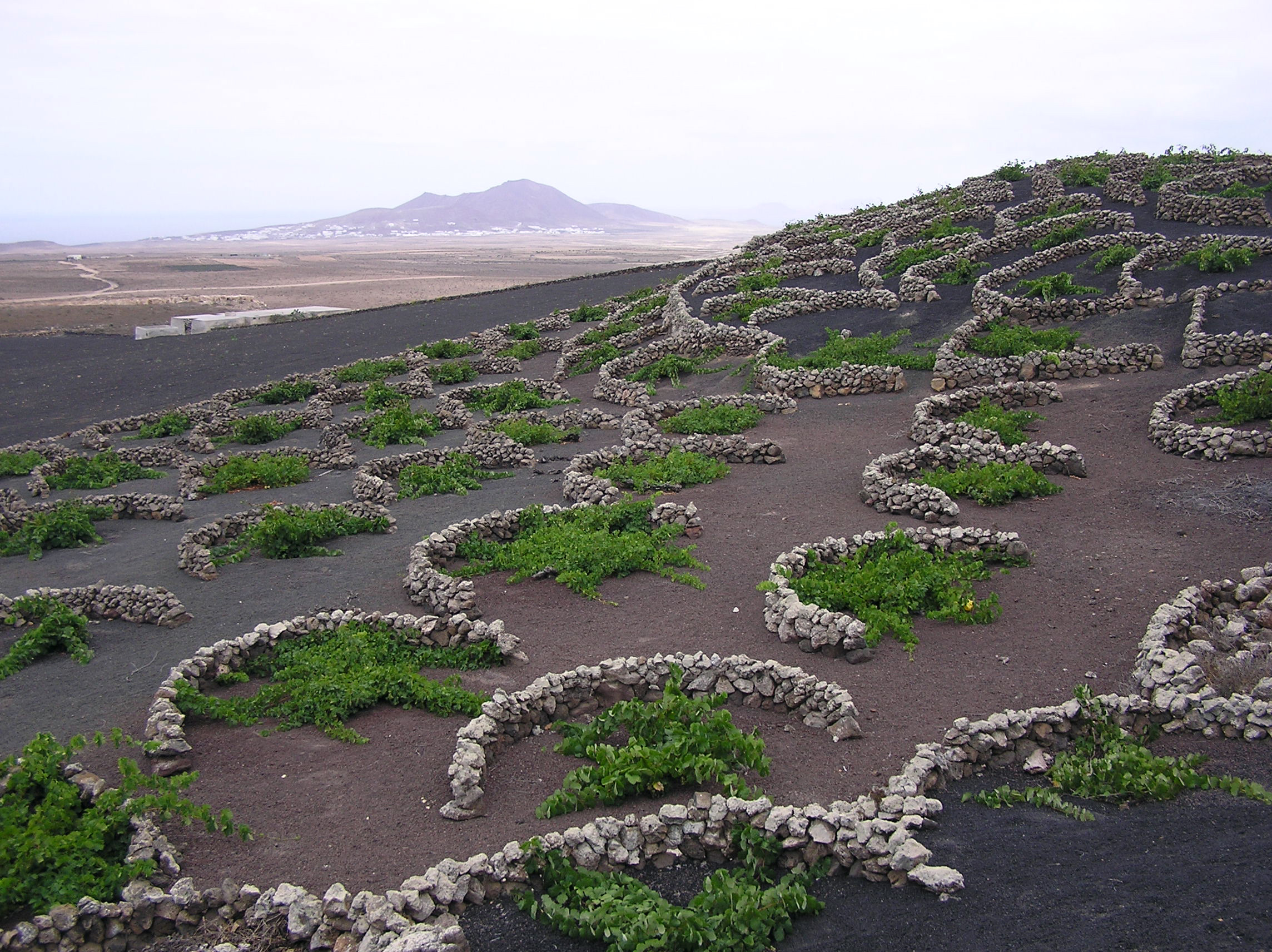
Plants de vigne protégés du vent par un muret semi-circulaire à La Geria.

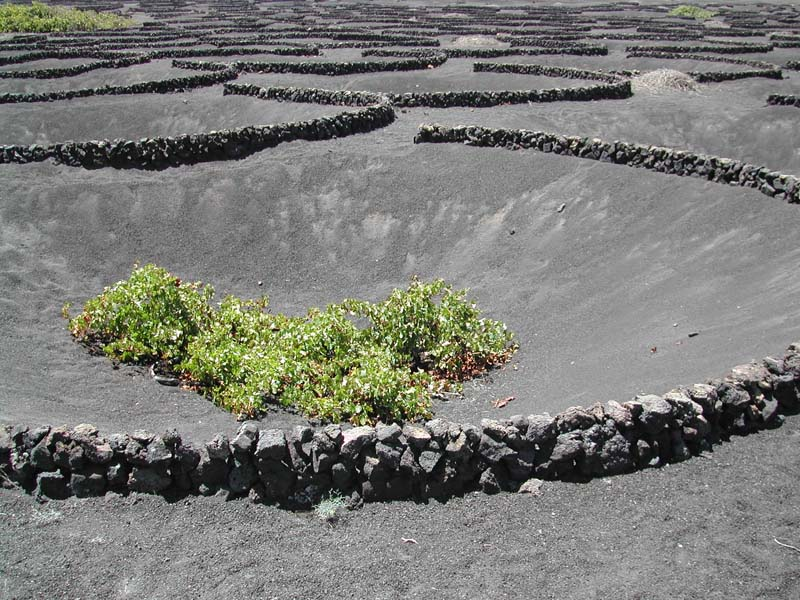
Creux de vigne à La Geria (récupère la rosée en plus de protéger du vent le plant de vigne).

Pendant la seconde moitié du XVIIIe siècle, on introduisit la culture de la soude, plante rampante riche en alcalis qui s'utilisait dans la fabrication du savon.
D'Amérique vint à Lanzarote la culture de la cochenille sur figuiers de barbarie, de la pomme de terre et de la tomate. La cochenille fut durant un temps une des industries les plus importantes de l'île. On peut encore en voir les plantations dans les villages de Guatiza et Mala.
D'Europe arrivèrent les ceps de vigne avec lesquels se fera le vin de malvasía (vin de Malvoisie), vin préféré du personnage de William Shakespeare Falstaff. Cette viticulture a laissé son empreinte dans le paysage : les ceps sont protégés du vent desséchant par plantation dans des creux et derrière des murets semi-circulaires en empilement de pierres crues, comme autant d'écailles, piquées chacune d'une tache verte, recouvrant le sol volcanique sombre. Les plants de vigne, nichés dans des cratères faits de poudre de lave, sont enfoncés à une profondeur suffisante pour que les racines atteignent le sol arable. La rosée nocturne restitue l'humidité aux ceps. Il existe aussi quelques cabanes de vigne, du nom de taro, construites en blocs irréguliers de pierre volcanique.

### XXesiècleetXXIesiècle

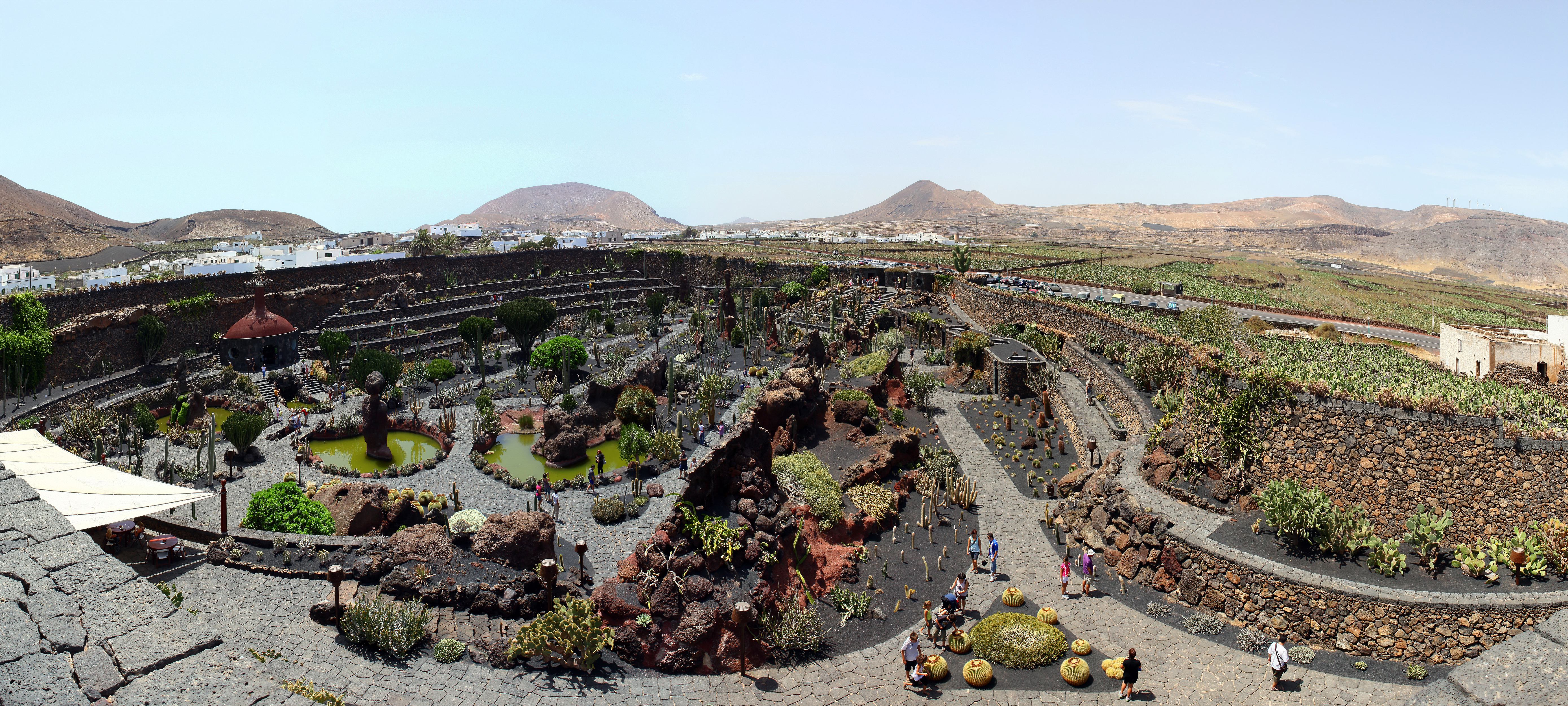
Le jardin de cactus.

Pendant le XXe siècle, l'économie de l'île passe d'une dépendance à l'égard de l'agriculture et de la salaison du poisson à une dépendance quasi-exclusive à l'égard du tourisme.
Le personnage de César Manrique joue alors un rôle-clef dans le développement touristique de l'île. Il défend le paysage originel de Lanzarote, tout en étant à l'origine des aménagements touristiques mettant en valeur les richesses naturelles de l'île. Les jameos del Agua, le Mirador del Río, le Jardin de Cactus et el Taro de Tahiche créés par Manrique sont des lieux incontournables pour les touristes. Mais malgré ces réalisations et la reconnaissance de l'île comme réserve mondiale de biosphère par l'Unesco en 1993, il est à craindre que l'environnement ait à souffrir d'un tourisme de plus en plus envahissant.
En 1995, se tient la Conférence mondiale sur le tourisme durable, réunissant l'OMT, l'Unesco, le PNUE et la Commission européenne, durant laquelle la « Charte du tourisme durable » a été rédigée.
Une économie tournée vers le tourisme a fait passer Lanzarote de l'état d'une île d'où l'on émigrait à celui d'une île à forte immigration, source d'une forte hausse démographique.
Une de ses villes, Charco del Palo, est entièrement nudiste.
L'île dispose d'un aéroport international par lequel 5 626 337 voyageurs ont transité en 2006.

## Démographie

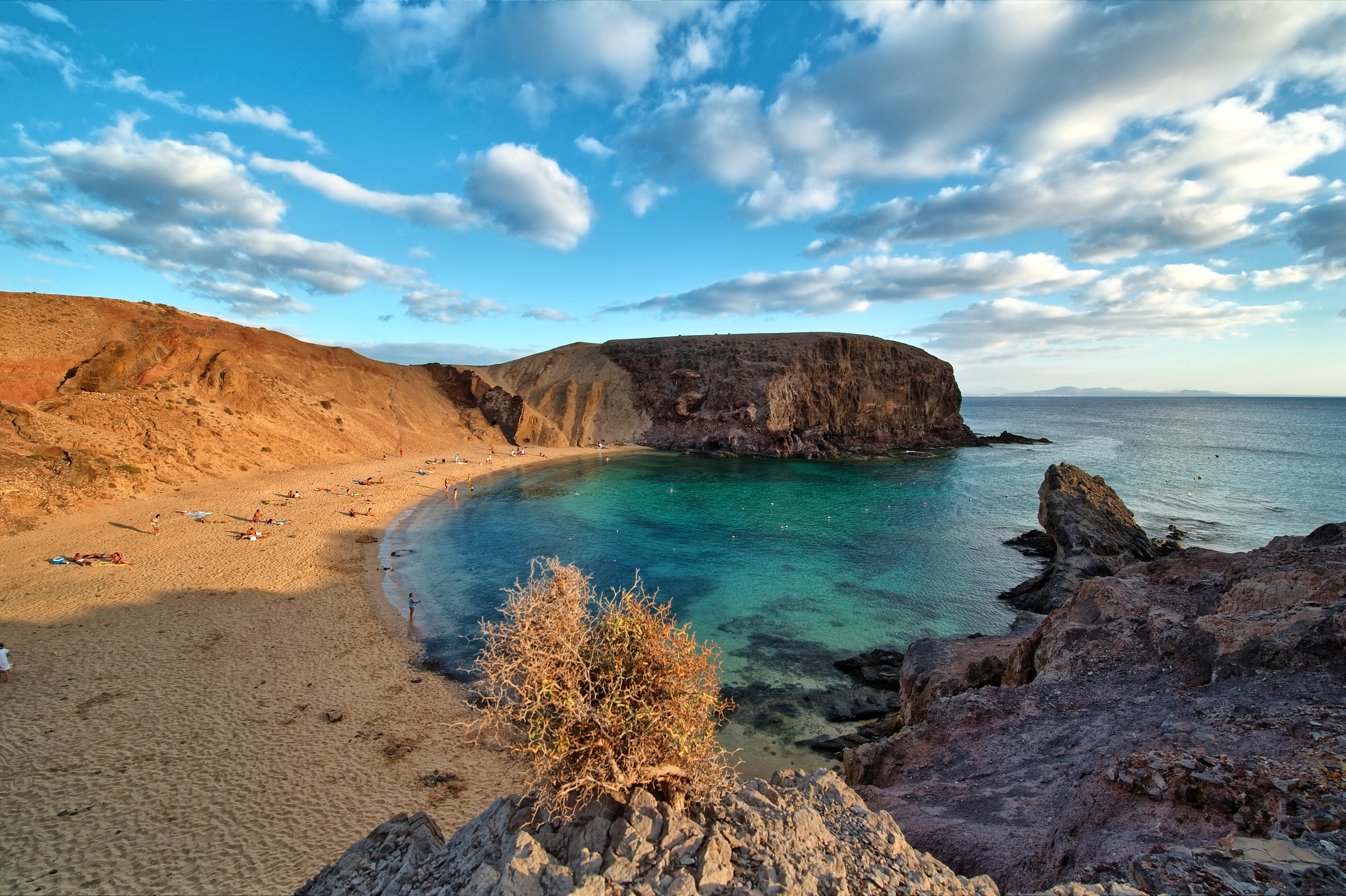
Plage de Papagayo.

En 2019, la population totale de l'île est de 152 289 habitants. Le siège du gouvernement insulaire, en espagnol Cabildo Insular, se trouve dans la capitale, Arrecife, laquelle compte 59 127 habitants. La majorité des habitants sont d'origine espagnole (73,9 %) mais un nombre important de résidents proviennent d'autres pays européens, principalement du Royaume-Uni (4 %), d'Allemagne (2,6 %) et d'Irlande (2,5 %). Des immigrants venant de Colombie, du Maroc, d'Équateur, d'Afrique de l'Ouest, de Chine et d'Inde constituent une bonne partie des 15,6 % restants de la population.
| Nationalité         | Nombre d'habitants | Part dans la population totale |
| ------------------- | ------------------ | ------------------------------ |
| Espagnols           | 99 929             | 73,9 %                         |
| Colombiens          | 5 703              | 4,2 %                          |
| Britanniques        | 5 420              | 4 %                            |
| Marocains           | 3 606              | 2,7 %                          |
| Allemands           | 3 450              | 2,6 %                          |
| Irlandais           | 3 378              | 2,5 %                          |
| Équatoriens         | 1 950              | 1,4 %                          |
| Autres nationalités | 11 758             | 8,7 %                          |

## Administration

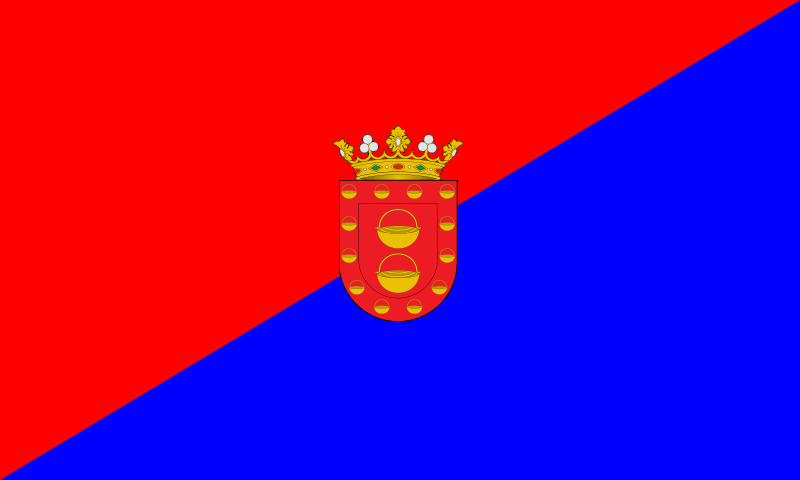
Drapeau de Lanzarote.

Lanzarote fait partie de la province de Las Palmas de la communauté autonome des îles Canaries. L'île est divisée en sept communes :
- Arrecife (capitale) ;
- Haría ;
- San Bartolomé ;
- Teguise ;
- Tías ;
- Tinajo ;
- Yaiza.

## Culture

### Célébrations et festivités
- Le carnaval, en particulier à Teguise et Arrecife.
- La fête de Notre-Dame des Douleurs (saint patron de Lanzarote) le 15 septembre à Mancha Blanca, dans la municipalité de Tinajo[15].

### Symboles naturels
Les symboles naturels de Lanzarote sont: Munidopsis polymorpha (Crabe aveugle) et Euphorbia balsamifera (Tabaiba dulce).

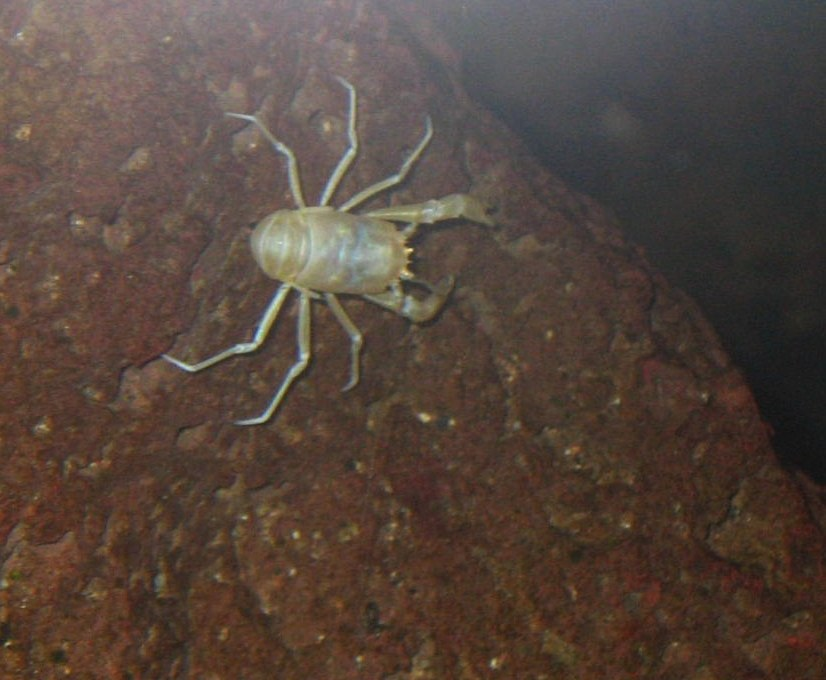
Munidopsis polymorpha
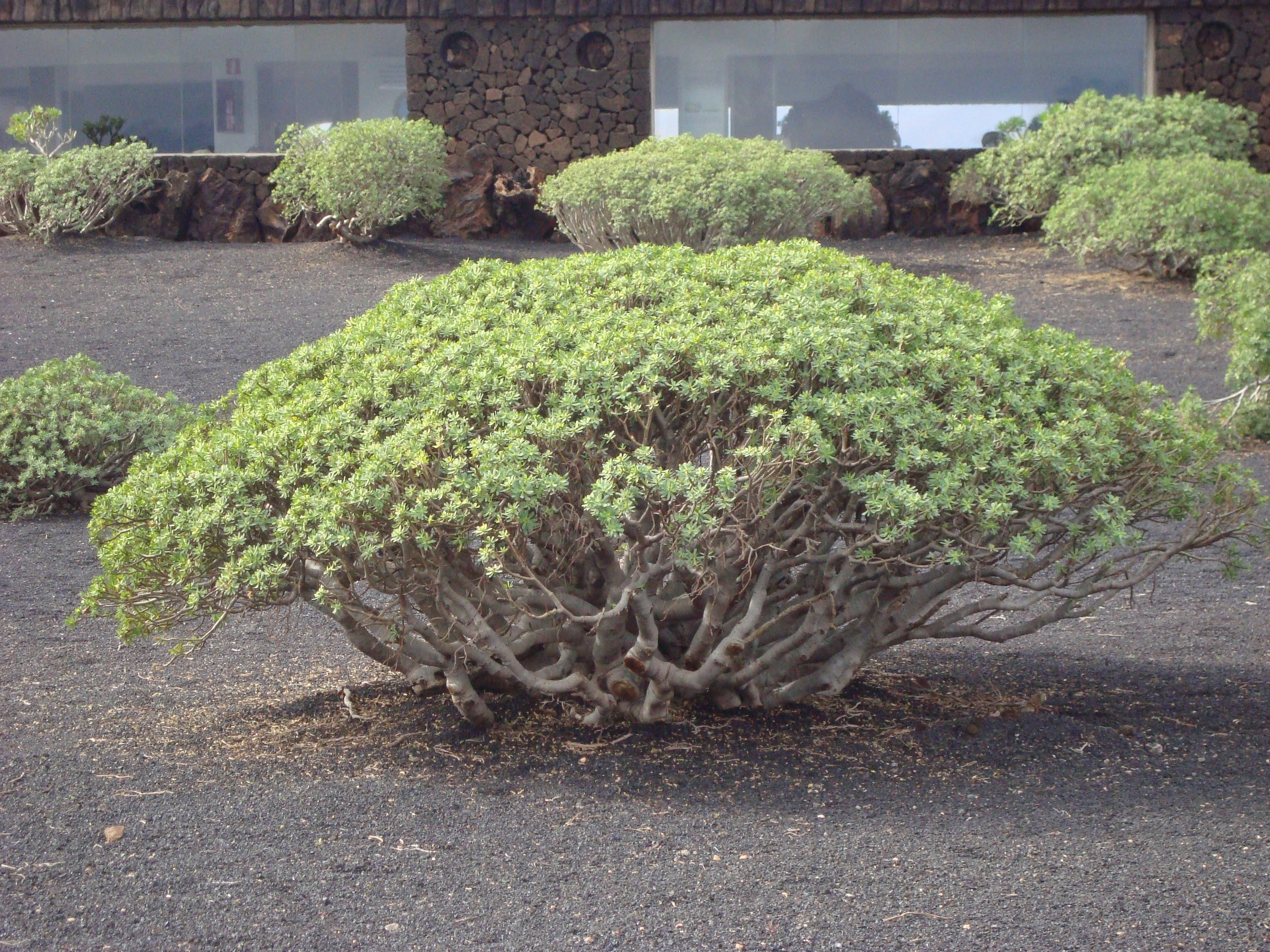
Euphorbia balsamifera

## Économie
Lanzarote et Fuerteventura exportaient du blé et des céréales vers les îles de Tenerife et Grande Canarie aux XVIe, XVIIe et XVIIIe siècles. Lors des périodes de disette, la population se rendait à Ténérife et à Grande Canarie.
Au XVIIIe siècle est introduite la culture de Mesembryanthemum nodiflorum, utilisée pour produire du savon et de la soude.
L'élevage de cochenilles se développe lors de la deuxième moitié du XIXe siècle mais est aujourd'hui en déclin en raison de la concurrence internationale.
Actuellement, la principale économie de l'île de Lanzarote est le tourisme.

### Tourisme
Principales curiosités :
- Mirador del Río ;
- Cueva de los Verdes ;
- Jameos del Agua ;
- Jardin de Cactus ;
- Parc national de Timanfaya ;
- Lagune verte d'El Golfo ;
- Salines de Janubio ;
- Los Hervideros ;
- Plages de Papagayo ;
- Phare de Punta Pechiguera ;

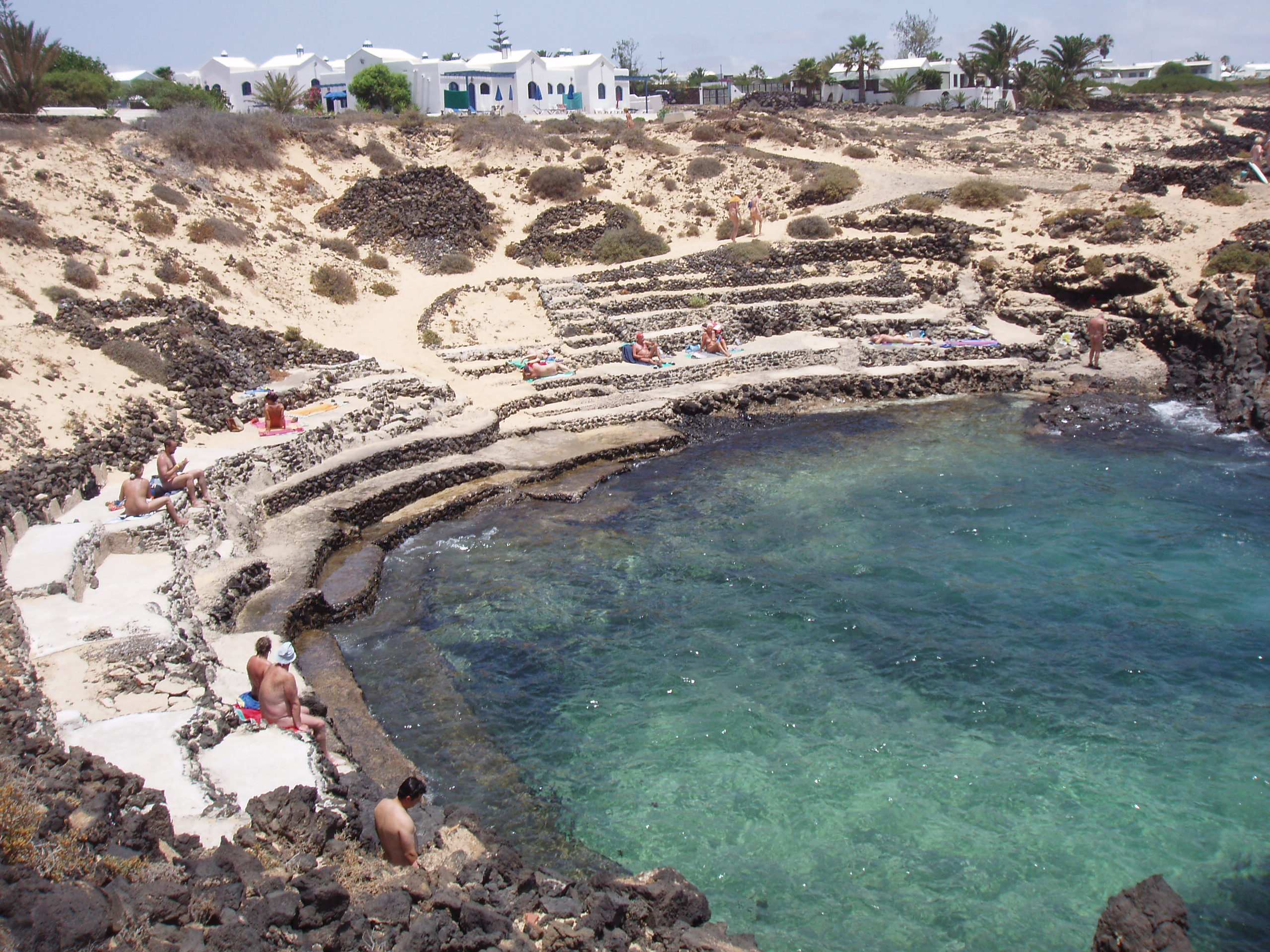
Piscine naturelle, et village naturiste Charco del Palo.

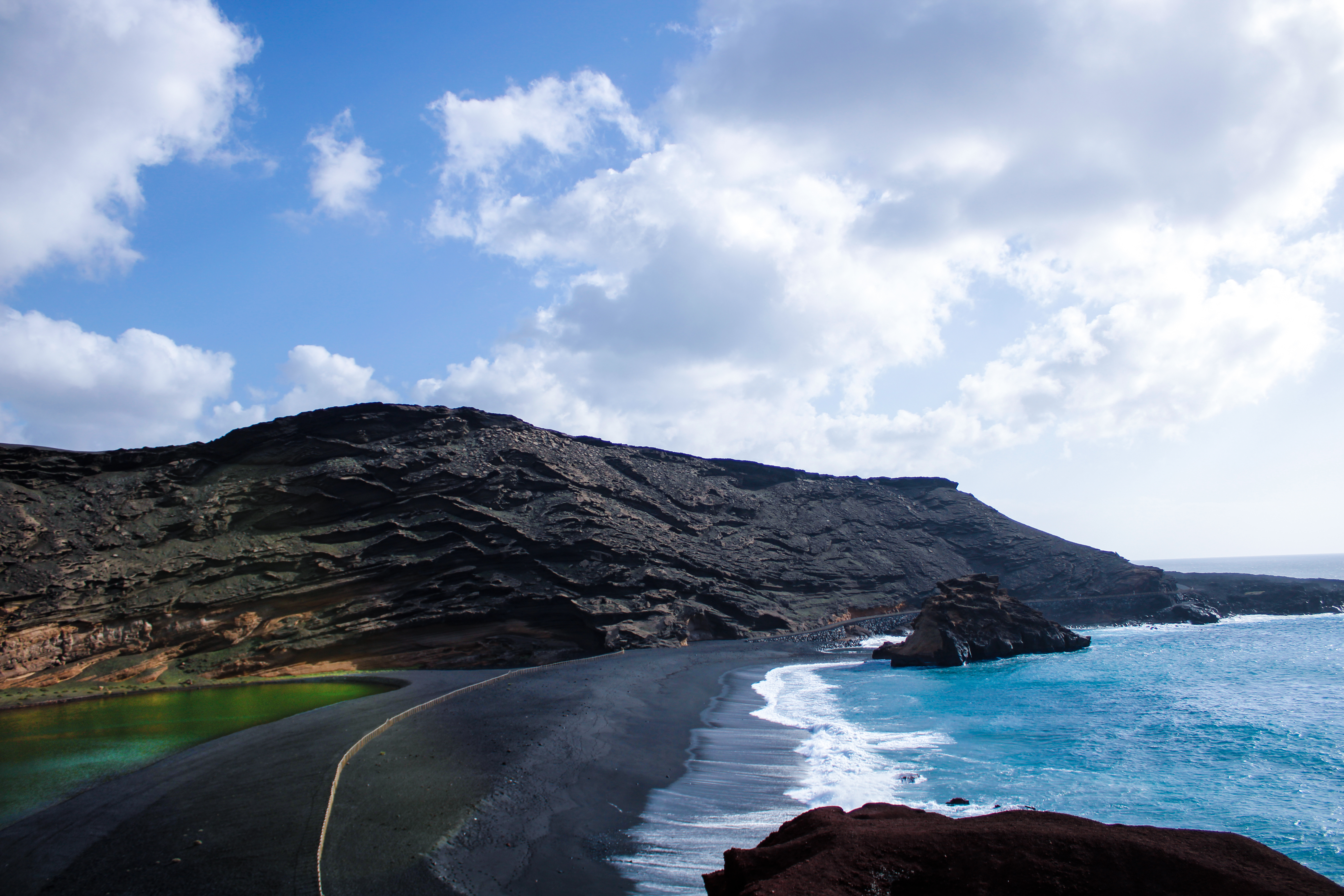
El Golfo et la lagune verte.

- Vignoble des Canaries, région viticole de La Geria et musée du Vin ;
- Fondation Cesar Manrique ;
- Rancho Texas Park, un parc zoologique avec delphinarium.

Principales stations balnéaires :
- Costa Teguise ;
- Puerto del Carmen ;
- Playa Blanca.

Le village naturiste Charco del Palo héberge la majorité des naturistes de l'île. Le nudisme est aussi pratiqué sur plus d'une dizaine de plages.

## Dans la culture
Lanzarote constitue le cadre principal du récit homonyme de l'écrivain français Michel Houellebecq. De même, une partie importante de l'action de La Possibilité d'une île, un autre roman de cet auteur, se déroule sur l'île, lieu chargé en énergie volcanique et qui est choisi par la secte des Elohimites pour y établir son ambassade.
Au cinéma, l'île sert de cadre au film Étreintes brisées de Pedro Almodóvar, où se retrouve un couple en cavale, ainsi qu'à certaines parties de Rien à foutre de Julie Lecoustre et Emmanuel Marre, dans lequel l'île sert de base à la compagnie aérienne Wing. Elle a été le lieu de tournage des films Enemy (1985), Krull (1983), Un million d'années avant J.C. (1966), du téléfilm L'Île mystérieuse par Juan Antonio Bardem et Henri Colpi (1972) et de La Route de Salina de Georges Lautner (1971), près des salines de Janubio. Elle a également servi aux décors du film d'horreur franco-espagnol Cold Skin de Xavier Gens, d’après le roman espagnol La Peau froide (La piel fría) d'Albert Sánchez Piñol (2002).
En 2019, la commune d'Haría, au nord de l'île, accueille le tournage du film Les Coming Out (Salir del ropero) d'Ángeles Reiné, diffusé également sur Netflix, qui aborde la vie sentimentale d'un couple de lesbiennes âgées joué par les actrices Rosa Maria Sardà et Verónica Forqué.

## Personnalités
L'artiste espagnol César Manrique, qui a érigé d'importantes œuvres d'architecture à Lanzarote, et l'écrivain et journaliste portugais José Saramago, prix Nobel de littérature en 1998, sont au nombre des personnalités ayant vécu sur l'île.

## Vues

Vue panoramique de Lanzarote, depuis Los Ajaches au sud-ouest, en passant par le parc national de Timanfaya, jusqu'aux falaises et à la chaîne de montagnes de Famara au nord-est, vue depuis le sommet de Montaña Blanca.

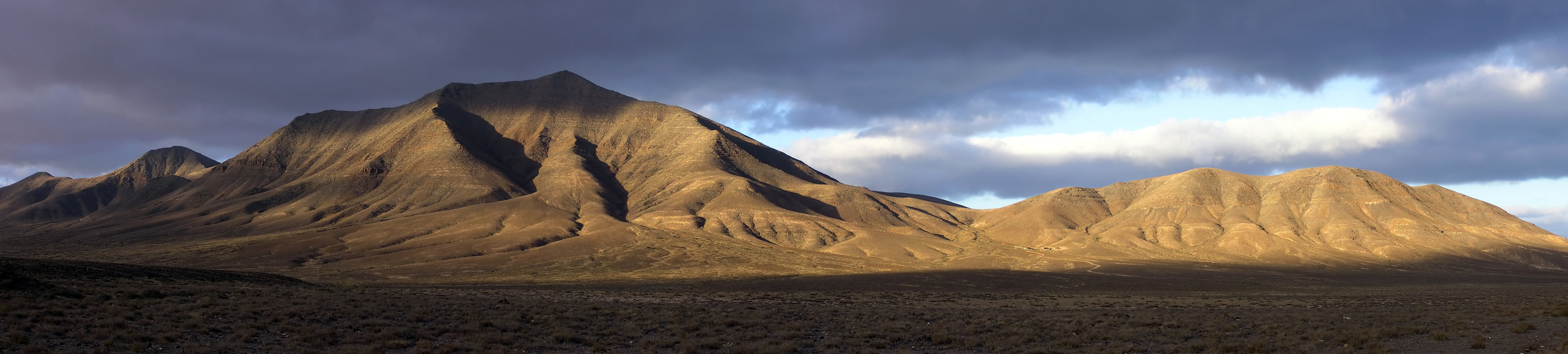
Hacha Grande, dans le sud de l'île, vue depuis la route menant à la plage de Papagayo.

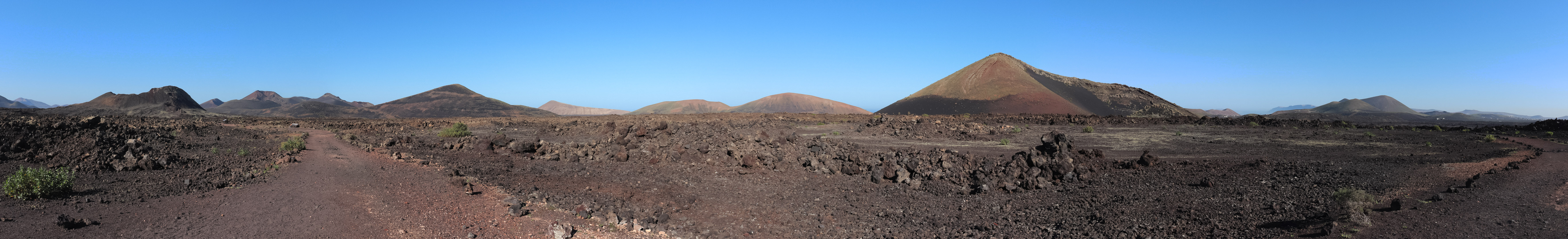
Vue panoramique du paysage couvert de lave et de roches pyroclastiques dans la partie centrale de Lanzarote.

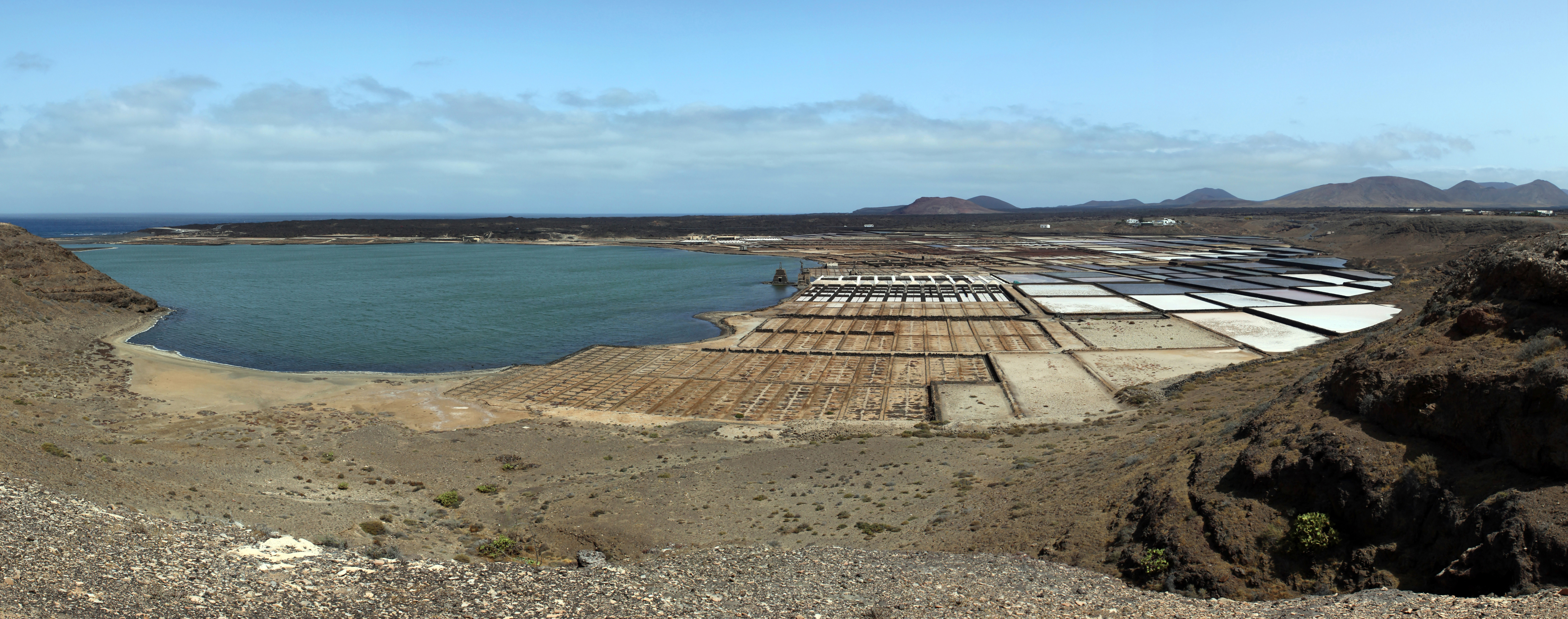
Salines de Janubio, dans l'ouest de l'île

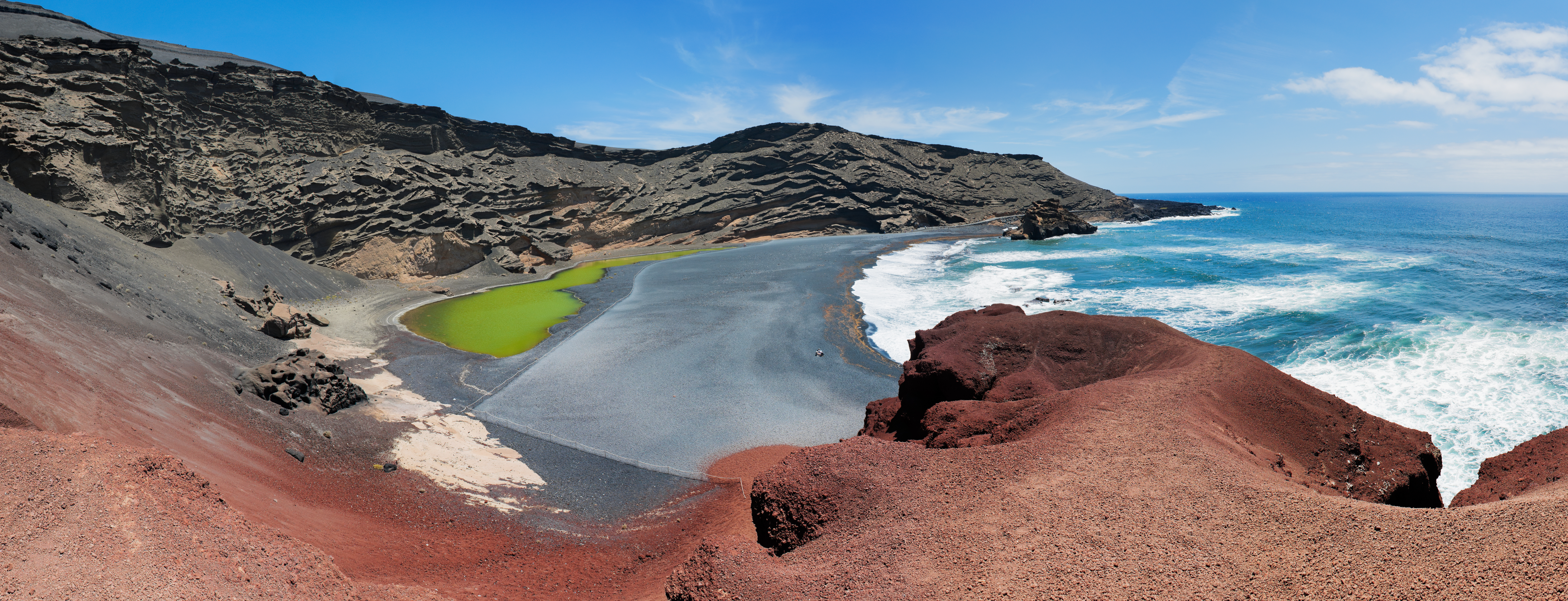
Crater et lagune dans El Golfo